# Afroiraquians
Els afroiraquians o iraquians negres (àrab: العراقيون الأفارقة, al-ʿirāqiyyūn al-afāriqa) són un grup ètnic que descendeix de persones d'herència africana oriental que es troba a Iraq. La majoria viuen al sud de la ciutat de Bàssora. Hi ha entre 1,5 i 2 milions d'afroiraquians. Tot i que hi ha discriminació basada en el color de la pell, molts d'ells s'han casat amb altres iraquís. Parlen àrab i són musulmans.

## Història
La majoria dels negres iraquians són descendents de navegants i esclaus que van ser portats dels actuals estats de Kenya, Tanzània, Sudan, Etiòpia i la resta de l'Àfrica oriental a Iraq, Iran, Kuwait, Turquia i altres zones de l'Orient Pròxim. Zanzíbar, una illa de Tanzània, va donar el nom de Zanj als descendents d'aquests esclaus. El comerç d'esclaus va començar vers el segle ix. La majoria d'aquests esclaus foren importats per a treballar en grans plantacions de sucre de canya.
Per a protestar per al tracte que rebien, els esclaus zanj de Bàssora van fer una revolta contra Bagdad, la capital musulmana durant 15 anys. Durant aquest període, van crear la ciutat anomenada Moktara. Al 883, l'exèrcit de Bagdad havia pogut fer acabar la revolta. Però la conseqüència fou que no se'ls va esclavitzar més en plantacions a llarga escala. Però l'esclavitud continuà viva fins a finals del segle xix. Es van fer reportatges sobre esclaus de color de pell negre a Iraq el 2008.

## Condicions socials
A diferència de'Amèrica, els esclaus al Pròxim Orient van posseir les seves pròpies terres i els seus fills generalment no naixien essent esclaus. També la conversió a l'Islam els treia de la condició servil perquè, segons les lleis islàmiques, els musulmans no podien esclavitzar a altres musulmans. El color de la pell jugava un rol diferent entre els esclaus. Els esclaus blancs, coneguts com a mamelucs eren més cars que els esclaus negres o abds.
Molts afroiraquians viuen en la pobresa tot i que molts han obtingut posicions preeminents a la indústria de l'entreteniment, com a cantants i ballarins. Altres han trobat altres mitjans de mida. Molts activistes dels drets dels afroiraquians han criticat que existeix discriminació en contra d'ells i que molts afroiraquians no tenen oportunitats per a millorar la seva condició social.

## Herència africana
La majoria dels iraquians negres mantenen rituals relacionats amb els seus orígens africans. En aquests rituals utilitzen les llengües suahili i àrab. En aquestes cerimònies s'utilitzen instruments com tambors i tamborins. Moltes són cerimònies curatives. A més a més també hi ha cerimònies pròpies nupcials i de defunció.